# A Costa da Morte
A Costa da Morte es un álbum en directo no oficial de la banda Mägo de Oz.
Este álbum es la versión CD del DVD en directo A Costa da Rock y fue publicado por Locomotive Music sin autorización de la banda.

## Lista de canciones
| CD 1 |                                                     |                                              |          |  |
| N.º  | Título                                              | Disco original                               | Duración |  |
| 1.   | «La gazza ladra» (Intro)                            | Fölktergeist                                 | 1:42     |  |
| 2.   | «El santo grial»                                    | La leyenda de La Mancha                      | 5:15     |  |
| 3.   | «Molinos de viento»                                 | La leyenda de La Mancha                      | 4:04     |  |
| 4.   | «El que quiera entender que entienda»               | Finisterra                                   | 6:23     |  |
| 5.   | «La santa compaña»                                  | Finisterra                                   | 5:18     |  |
| 6.   | «El fin del camino»                                 | Jesús de Chamberí                            | 8:24     |  |
| 7.   | «Hasta que el cuerpo aguante»                       | Finisterra                                   | 4:15     |  |
| 8.   | «La ínsula de barataria» (Instrumental)             | La leyenda de La Mancha                      | 3:36     |  |
| 9.   | «Pensando en ti» (Cover: Dust in the wind - Kansas) | Sencillo El que quiera entender que entienda | 6:16     |  |
| 10.  | «El hijo del blues»                                 | La Bruja                                     | 8:26     |  |

| CD 2 |                           |                                |          |  |
| N.º  | Título                    | Disco original                 | Duración |  |
| 1.   | «Noche Toledana»          | La leyenda de la Mancha        | 1:48     |  |
| 2.   | «La Leyenda de la Mancha» | La leyenda de la Mancha        | 4:07     |  |
| 3.   | «Maritormes»              | La leyenda de la Mancha        | 4:02     |  |
| 4.   | «Astaroth»                | Finisterra                     | 6:29     |  |
| 5.   | «Jesús de Chamberí»       | Jesús de Chamberí              | 7:22     |  |
| 6.   | «Resacosix en Hispania»   | Sencillo Resacosix en Hispania | 4:50     |  |
| 7.   | «Satania»                 | Finisterra                     | 7:47     |  |
| 8.   | «La Danza del Fuego»      | Finisterra                     | 5:15     |  |
| 9.   | «Fiesta Pagana»           | Finisterra                     | 4:48     |  |